# Clifton Heights, Pennsylvania
Clifton Heights là một thị trấn thuộc quận Delaware, tiểu bang Pennsylvania, Hoa Kỳ. Năm 2010, dân số của thị trấn này là 6652 người.